# Morski preliv
Morski preliv je v hidrogeografiji ozek vodni pas med otoki, polotoki ali celinami.
Morska ožina je v hidrogeografiji mesto, kjer se morje ali preliv močno zoži; morska vrata, morski prehod.
Preliv je lahko povezava med vodami, ki imajo iste kemične in fizične lastnosti (temperaturo, gostoto, slanost), na primer Rokavski preliv. Kadar so te lastnosti vode različne na obeh straneh, se torej ne prelivajo, je govora o ožini, na primer Sicilska ožina, ki je na meji med dvema fizično različnima območjema: zahodnim delom Sredozemskega morja s pretežno ravninskim dnom in vzhodnim delom z močno vzvalovanim dnom.

## Pomembnejši morski prelivi
- Bab el Mandeba
- Bassov preliv
- preliv Beagle
- Beringov preliv
- Bonifacijski preliv
- Bospor
- Cabotov preliv
- Cookov preliv
- preliv Cugaru
- Cušimski preliv
- Danski preliv
- Dardanele
- Davisov preliv
- Dovrska vrata
- Drakov preliv
- Evripov preliv
- Falklandski preliv
- Fehmarnbelt
- Floridski preliv
- Formoški preliv
- Foveauxov preliv
- Foxov preliv
- Preliv Georgia (Strait of Georgia)
- Gibraltarski preliv
- Hormuška ožina
- Hudsonov preliv
- Ironbottom Sound
- Jahor (ožina)
- Jugorski Šar
- Jukatanski preliv
- Karimalaški preliv
- Karski preliv/Karska vrata
- Kerški preliv
- Korejski preliv
- Korziški preliv
- Madurski preliv
- Magellanov preliv
- Makasarski preliv
- Mali Belt
- Maliginov preliv
- Malteški preliv
- Menai (ožina) (Menajska ožina)
- Melaški preliv
- Mesinski preliv
- Mozambiški preliv
- Naresov preliv
- Otrantski preliv
- Øresund
- Palkov preliv
- Preliv Kanmon
- Preliv Kü
- Rokavski preliv
- Severni preliv
- Sicilski preliv
- Singapurski preliv
- Strait of Belle Isle
- Strelasund
- Sundski preliv
- Šelihovov preliv (Šelihovova ožina)
- Tajvanski preliv
- Veliki Belt
- Tatarski preliv in Preliv Nevelskega
- La Pérousov preliv
- Torresov preliv

Morske ožine v Jadranu (na Hrvaškem morju):
- Fažanski kanal
- Velika vrata (Kanal Vela vrata)
- Srednja vrata
- Mala vrata (Tihi kanal in Burni kanal)
- Bakarska vrata
- Unijski kanal
- Kanal Krušija
- Lošinjski kanal
- Ožina Kozjak
- Vinodolski kanal
- Velebitski kanal
- Barbatski kanal
- Novsko Ždrilo
- Karinsko Ždrilo
- Rabski kanal
- Barbatski kanal
- Grgurski kanal (Grgurov kanal)
- Senjska vrata
- Paški kanal
- Paška vrata
- Ljubačka vrata
- Kanal Povljana (Kanal Nove Povljane)
- Pohlipski kanal
- Premudski kanal/Premudska vrata
- Olibski kanal (Olipski kanal)
- Silbanski kanal
- Maunski kanal
- Kvarnerićki kanal
- Sedmovraće
- Sestrunjski kanal
- Tunski kanal
- Zverinački kanal
- Iški kanal (Iž)
- Rivanjski kanal
- Ravski kanal
- Lavdarski kanal
- Žutski kanal
- Sitski kanal
- Iloviška vrata
- Zadarski kanal
- preliv Ždrilo
- preliv Mala Proversa
- Tisno - ožina (Zapuntel)
- preliv/prehod Maknare
- Kornatski kanal
- Srednji kanal
- Vrgadski kanal
- Šibeniški kanal/-ski/Kanal svetog Ante (Šantića)
- Šibenska vrata
- Zlarinski kanal
- Žirjanski kanal
- Kaprijski kanal
- Zmijanski kanal
- Murterski kanal - Tisno
- Privlački gaz
- kanal Mali Ždrelac /Ždrilo
- Trogirski kanal/Čiovski kanal
- Pašmanski kanal
- Drveniški kanal
- Drveniška vrata
- Šoltanski kanal (Šoltski preliv)
- Splitska vrata
- Splitski kanal
- Braški preliv
- Pakleni kanal
- Neretvanski kanal
- Ščedrovski kanal (Šćedranski kanal)
- Pelješki kanal (preliv)
- Kanal Ježevica (Korčula)
- Korčulski kanal (preliv) (Korčulanski kanal)
- Luka Karbuni (Korčula)
- Vraca (Korčula)
- Kanal Vlaška
- Stonski kanal
- Malostonski kanal (Kanal Maloga Stona)
- Mljetski kanal
- Lastovski kanal
- Viški kanal
- Biševski kanal
- Koločepski kanal
- Koločepska vrata
- Lopudska vrata